# Бозалан
Бозалан, известен още като Бакър дере, е микроязовир, разположен близо до село Веринско, община Ихтиман, Софийска област. Заобиколен е от борови гори. Удобен е за краткотраен отдих и за практикуване на спортен риболов.

## Животински свят
През последните години язовирът става все по-привлекателен за разнообразния птичи свят.[ неясно? ] Тук се срещат редица водолюбиви птици като сиви чапли, големи гмурци, бели стърчиопашки, жълтокраки чайки, зеленоглави патици, късокрили кюкавци, изключително редкият за страната морски орел (Haliaetus albicilla), а също и белопашати мишелови, малки ястреби и др. По бреговете и в околностите може да се видят сиви овесарки, полски врабчета, сиви врани и още много други видове птици.